# Wapen- en vliegtuigmuseum van Ajka
Het wapen- en vliegtuigmuseum van Ajka was een museum in de Hongaarse plaats Ajka.
Hier stond de beruchte T-34 tank van het Hongaarse landleger (Honvéd). Met zulke tanks vielen de Russen in 1956 Hongarije en Boedapest binnen. Zijn gewicht was 34 ton - snelheid: 60 km/u. - bouwjaar 1942 - motor: 500 pk. Deze "moderne" versie (1942) was afgeleid van de Russische T-34. Middelbaar gew. 32 ton - snelheid 60 km/u. en had een bepantsering van 4,40 cm. De tank werd bemand door vier man. De T-34 tank was bewapend met een 7,62 cm kanon; twee 7,62 mm mitrailleurs. De T-34 had zijn kwaliteiten in de Tweede Wereldoorlog ruimschoots bewezen zoals tijdens de Slag om Stalingrad, de Don, Leningrad (nu Sint-Petersburg) en aan het Oekraïense front in 1941. Ook werd de tank gebruikt tijdens het Russische tegenoffensief van 1942. De T-34 kon gemakkelijk de Duitse Jagdpanzer IV en Tigertanks weerstaan. De vijandelijke granaten ketsten soms dikwijls af op de schuine dikke staalplaten van de torenkoepel van de T-34, zodat de Duitsers en de Amerikanen ook hun tanks naar Russisch voorbeeld bouwden.
De AN-2 dubbeldekker van de Hongaarse luchtmacht stond eveneens tentoongesteld. Zijn snelheid bedroeg 170 km/u. De motor was een AL-82 - 1000 pk. Zijn hoogtebereik bedroeg 5600 meter. Het bouwjaar was van 1942. Deze vliegtuigen waren ingezet als verkennings- transport- en paradroppingsvliegtuig in de Tweede Wereldoorlog. Ze werden ingezet aan het Russische front. Later na de oorlog deden ze nog dienst bij het Hongaarse leger-luchtmacht tot hun vervanging.
De MiG-15 BISZ stond daar eveneens in het openluchtmuseum van Ajka. Zijn bewapening waren twee kanonnen van 23 mm en 1 kanon van 37 mm. Zijn snelheid bedroeg 1075 km/u. Zijn hoogte actieradius was 15.500 meter. De bommenlast bedroeg 200 à 250 kg aan bommen. Het bouwjaar van de MIG was van 1951 tot 1975.
In 1977 werden ze vervangen door de modernere MIG's. (In 1989 viel in de buurt van Kortrijk zo'n MIG neer). Deze Mikoyan Gurevitch MIG-15 BISZ heeft een vleugelspanwijdte van 10,10 m en een lengte van 11,10 m en snelheid 1075 km/u. Hij was bijna even breed als hij lang was.
De MIG-productie kwam in 1949 op gang. Al zeer vlug bewezen ze hun kwaliteiten aangaande snelheid, wendbaarheid, vuurkracht en hun actieradius in de Koreaanse Oorlog van 1950 tot 1953. In de Egyptische-Israëlische Zesdaagse Oorlog in 1967, bleken ze niet opgewassen te zijn tegen Israëlische MIRAGE-toestellen van Franse makelij. Daarna zijn de MIG-17 F (1145 km/u) - MIG-19 SF (1452 km/u) en de MIG-21 F (2230 km/u) gekomen. Deze laatste werd toen in de Zesdaagse Oorlog van 1967 ingezet. Daarna kwam de MIG-25 F (3542 km/u) en een hoogtebereik van 27.000 meter. Deze worden nu ook door de Hongaarse luchtmacht gebruikt. De luchtmacht van Albanië bezit nog de oude MIG-15 voor zijn verdediging van haar luchtruim.
Een patrouille-motorboot, waarschijnlijk gebruikt op de Donaugrens. Deze had een Skóda-motor en geen bewapening.
Tot 1918 had Hongarije mede met Oostenrijk, één gezamenlijke vloot van pantserslagschepen zoals onder andere de "Wien" en pantserkruisers, dat in Triëst zijn thuishaven had. Samen vocht de Dubbelmonarchie tegen de Italiaanse Middellandse Zeevloot. Na de Eerste Wereldoorlog werden beide landen opgesplitst. Oostenrijk-Hongarije verloren hun zeeverbinding aan het nieuwe Joegoslavië en Triëst viel onder Italië. De graad van admiraal bleef nog gehandhaafd tot aan de Tweede Wereldoorlog. Tot 1944 was admiraal Miklós Horthy regent van Hongarije.
Een verkennings-zweeftoestel van het Hongaarse luchtleger was ook in het museum te zien. Ze werden gebruikt voor verkenningsvluchten boven het vijandelijk front, waar ze werden gedropt op een bepaalde hoogte, door een gemotoriseerd vliegtuig. Al zwevend maakten ze foto's of filmden de belangrijke strategische doelen. Indien ze ontdekt werden en onderschept door een vijandelijk vliegtuig, kon de piloot zich alleen maar redden door met zijn parachute te springen.
Ontkomen was er niet bij.
Als laatste stond de nazaat van de beroemde Russische 76,2 mm Type-39 Houwitser-kanon, het voornaamste wapen van de artillerie van het Rode Leger. Het 76,2 mm kanon kon met brisantgranaten als veldgeschut gebruikt worden en met pantsergranaten als antitankgeschut. Zijn schootbereik was 14.700 meter - granaatgewicht 5,5 kg. Zijn gewicht van het kanon bedroeg 1,4 ton. Nog een ander berucht kanon was de 7,62 mm pantserafweerkanon, waarmee de Duitse MARK III-tanks op een afstand gehouden werden. Het gewicht van dit kanon was 800 kg. Zijn schootbereik bedroeg 14.500 meter. De munitie was 3,4 kg pantserafweer- of brisantgranaten. Dit kanon op het openluchtmuseum was een verbeterde versie van twee genoemde kanonnen. De meeste wapens in het Hongaarse leger en luchtmacht zijn van Russische makelij en soms ook van Tsjechische oorsprong.